# Cúp quốc gia Scotland 1986–87
Cúp quốc gia Scotland 1986–87 là mùa giải thứ 102 của giải đấu bóng đá loại trực tiếp uy tín nhất Scotland. Chức vô địch thuộc về St Mirren khi đánh bại Dundee United trong trận Chung kết. Đây cũng là lần cuối cùng giải đấu trao cho một đội vô địch toàn cầu thủ Scotland.

## Vòng Một
| Đội nhà          | Tỉ số | Đội khách          |
| ---------------- | ----- | ------------------ |
| Forres Mechanics | 0 – 1 | Berwick Rangers    |
| Albion Rovers    | 2 – 1 | Arbroath           |
| Ayr United       | 3 – 1 | Annan Athletic     |
| Caledonian       | 2 – 2 | Alloa              |
| Peterhead        | 1 – 0 | East Stirlingshire |
| Stirling Albion  | 3 – 0 | Cowdenbeath        |

### Đấu lại
| Đội nhà | Tỉ số | Đội khách  |
| ------- | ----- | ---------- |
| Alloa   | 0 – 1 | Caledonian |

## Vòng Hai
| Đội nhà         | Tỉ số | Đội khách          |
| --------------- | ----- | ------------------ |
| Albion Rovers   | 1 – 2 | Whitehill Welfare  |
| Raith Rovers    | 4 – 0 | Vale of Leithen    |
| St Johnstone    | 4 – 1 | Queen’s Park       |
| Stenhousemuir   | 0 – 0 | Berwick Rangers    |
| Stirling Albion | 0 – 1 | Meadowbank Thistle |
| Caledonian      | 5 – 0 | Spartans           |
| Rothes          | 1 – 3 | Peterhead          |
| Stranraer       | 1 – 1 | Ayr United         |

### Đấu lại
| Đội nhà         | Tỉ số | Đội khách     |
| --------------- | ----- | ------------- |
| Berwick Rangers | 2 – 0 | Stenhousemuir |
| Ayr United      | 2 – 0 | Stranraer     |

## Vòng Ba
| Đội nhà             | Tỉ số | Đội khách            |
| ------------------- | ----- | -------------------- |
| St Johnstone        | 4 – 0 | Whitehill Welfare    |
| Dundee              | 2 – 2 | East Fife            |
| Falkirk             | 0 – 0 | Clydebank            |
| Meadowbank Thistle  | 2 – 0 | Ayr United           |
| Motherwell          | 3 – 1 | Partick Thistle      |
| Aberdeen            | 2 – 2 | Celtic               |
| Berwick Rangers     | 0 – 2 | Morton               |
| Brechin City        | 2 – 2 | Dumbarton            |
| Dundee United       | 1 – 1 | Airdrieonians        |
| Heart of Midlothian | 0 – 0 | Kilmarnock           |
| Hibernian           | 2 – 0 | Dunfermline Athletic |
| Montrose            | 1 – 2 | Forfar Athletic      |
| Peterhead           | 2 – 0 | Clyde                |
| Queen of the South  | 0 – 1 | Raith Rovers         |
| Rangers             | 0 – 1 | Hamilton Academical  |
| St Mirren           | 3 – 0 | Caledonian           |

### Đấu lại
| Đội nhà       | Tỉ số | Đội khách            |
| ------------- | ----- | -------------------- |
| Airdrieonians | 1 – 2 | Dundee United        |
| Clydebank     | 3 – 1 | Falkirk              |
| East Fife     | 1 – 4 | Dundee               |
| Celtic        | 0 – 0 | Aberdeen             |
| Dumbarton     | 2 – 3 | Brechin City         |
| Kilmarnock    | 1 – 1 | Heart of Middlothian |

#### Đấu lại lần 2
| Đội nhà    | Tỉ số | Đội khách           |
| ---------- | ----- | ------------------- |
| Aberdeen   | 0 – 1 | Celtic              |
| Kilmarnock | 1 – 3 | Heart of Midlothian |

## Vòng Bốn
| Đội nhà             | Tỉ số | Đội khách          |
| ------------------- | ----- | ------------------ |
| Brechin City        | 0 – 1 | Dundee United      |
| Clydebank           | 1 – 0 | Hibernian          |
| Dundee              | 1 – 1 | Meadowbank Thistle |
| Hamilton Academical | 1 – 2 | Motherwell         |
| Heart of Midlothian | 1 – 0 | Celtic             |
| Morton              | 2 – 3 | St Mirren          |
| Raith Rovers        | 2 – 2 | Peterhead          |
| St Johnstone        | 1 – 2 | Forfar Athletic    |

### Đấu lại
| Đội nhà            | Tỉ số | Đội khách    |
| ------------------ | ----- | ------------ |
| Peterhead          | 3 – 3 | Raith Rovers |
| Meadowbank Thistle | 1 – 1 | Dundee       |

#### Đấu lại lần 2
| Đội nhà      | Tỉ số | Đội khách          |
| ------------ | ----- | ------------------ |
| Dundee       | 2 – 0 | Meadowbank Thistle |
| Raith Rovers | 3 – 0 | Peterhead          |

## Tứ kết
| Đội nhà             | Tỉ số | Đội khách       |
| ------------------- | ----- | --------------- |
| Clydebank           | 0 – 4 | Dundee          |
| Dundee United       | 2 – 2 | Forfar Athletic |
| Heart of Midlothian | 1 – 1 | Motherwell      |
| Raith Rovers        | 0 – 2 | St Mirren       |

### Đấu lại
| Đội nhà         | Tỉ số | Đội khách           |
| --------------- | ----- | ------------------- |
| Forfar Athletic | 0 – 2 | Dundee United       |
| Motherwell      | 0 – 1 | Heart of Midlothian |

## Bán kết
| Heart of Midlothian | 1 – 2 | St Mirren                             |
| ------------------- | ----- | ------------------------------------- |
| Gary Mackay 74'     |       | Ian Ferguson 33' · Frank McGarvey 88' |

| Dundee                     | 2 – 3 | Dundee United                |
| -------------------------- | ----- | ---------------------------- |
| Tommy Coyne · Keith Wright |       | Iain Ferguson · Paul Hegarty |

## Chung kết
| St Mirren         | 1 – 0 (a.e.t.) | Dundee United |
| ----------------- | -------------- | ------------- |
| Ian Ferguson 110' |                |               |